# District de Tangwanghe
Le district de Tangwanghe (汤旺河区 ; pinyin : Tāngwànghé Qū) est une subdivision administrative de la province du Heilongjiang en Chine. Il est placé sous la juridiction de la ville-préfecture de Yichun.